# Albert Gottschalk
Albert Gottschalk (3 de julho de 1866—13 de fevereiro de 1906) foi um pintor dinamarquês. Ele teve uma ligação íntima, pessoal e artística, com os poetas Johannes Jørgensen, Viggo Stuckenberg e Sophus Claussen.

## História
Albert Gottschalk nasceu em Stege, na ilha de Møn, mas depois mudou-se para Copenhagen. Ele foi educado na Real Academia Dinamarquesa de Belas Artes de 1882 a 1883 e com Peder Severin Krøyer nas Escolas de Estúdio de Artistas de 1883 a 1888. Ele também estudou em particular com Karl Jensen e Karl Madsen.
Gottschalk foi inspirado pelo pintor dinamarquês PS Krøyer e também pela arte francesa.
Gottschalk era ambicioso, tecnicamente habilidoso e trabalhou muito tempo com seus motivos em mente antes de pintá-los. Ele procurou por seus motivos na Dinamarca em sua bicicleta e os encontrou com frequência em Copenhague. As pinturas muitas vezes parecem ser esboços feitos rapidamente, que não eram reconhecidos na época de Gottschalk. Mas hoje as pessoas acham suas obras mais frescas e atemporais do que normalmente é a arte daquela época.

## Galeria

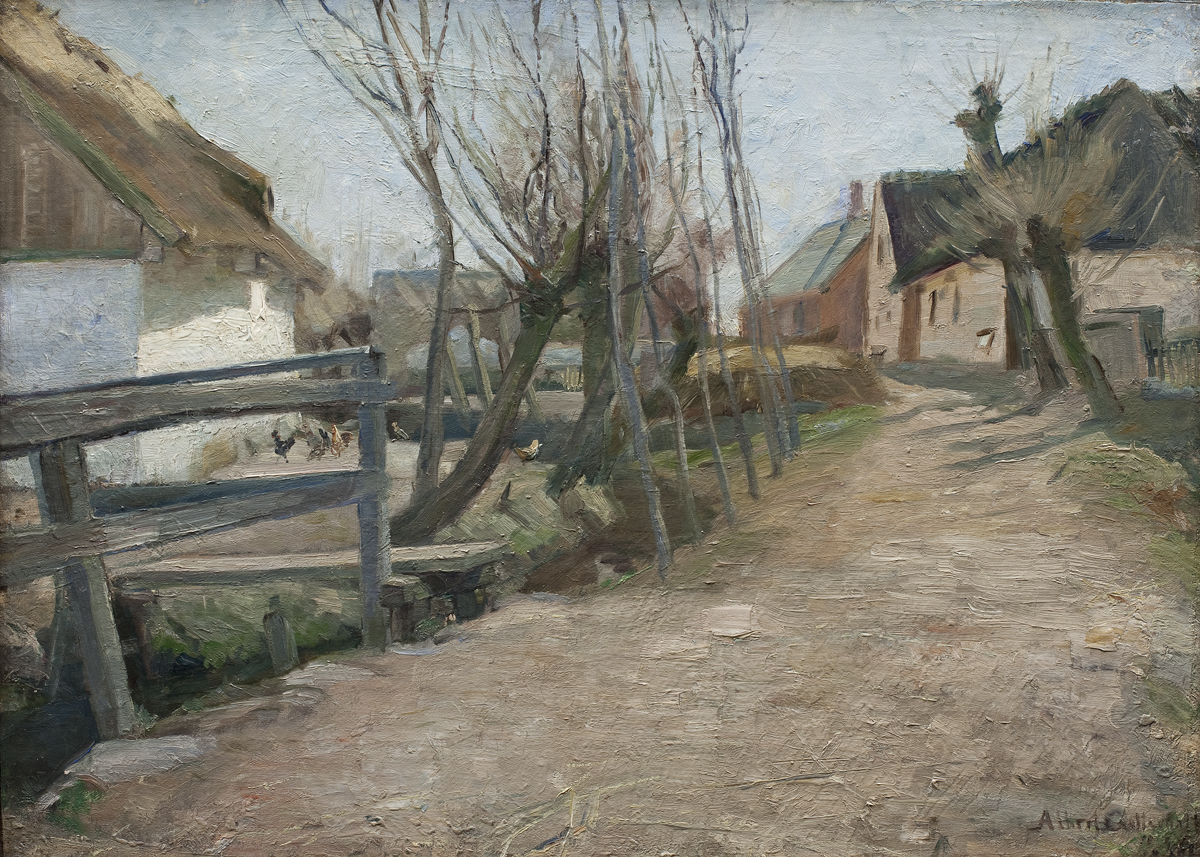
Início da primavera em Glostrup
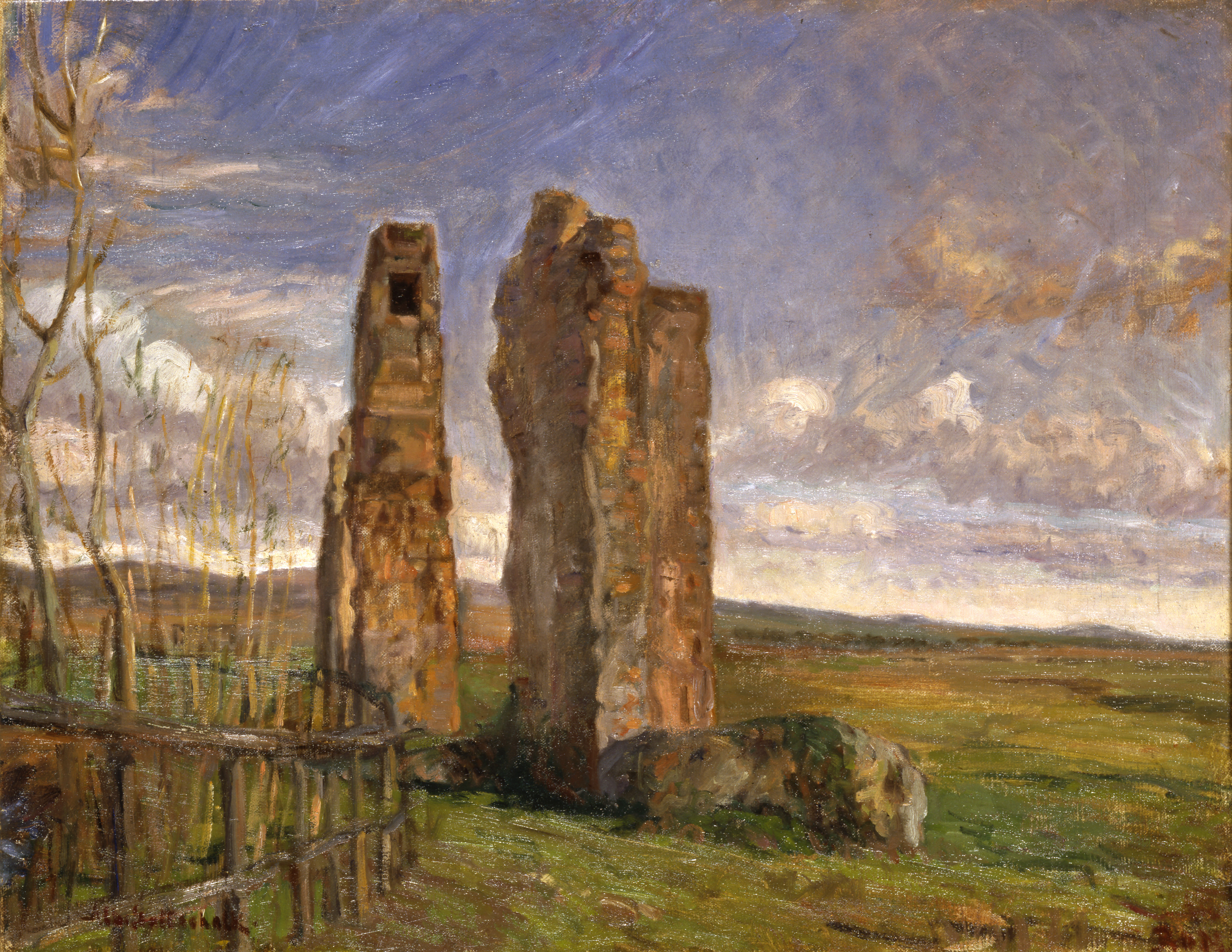
Ruínas da Campania
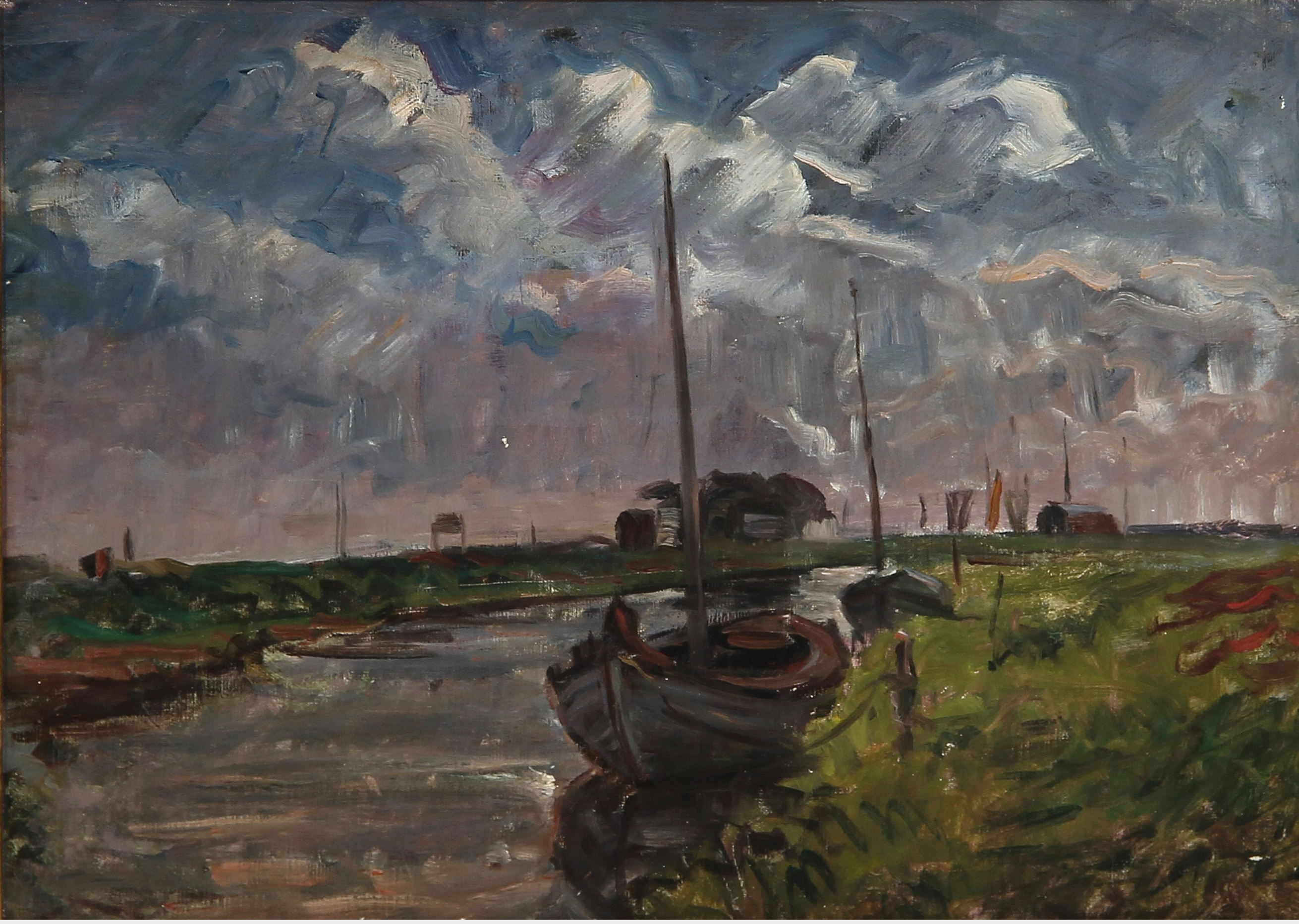
Vista em Køge
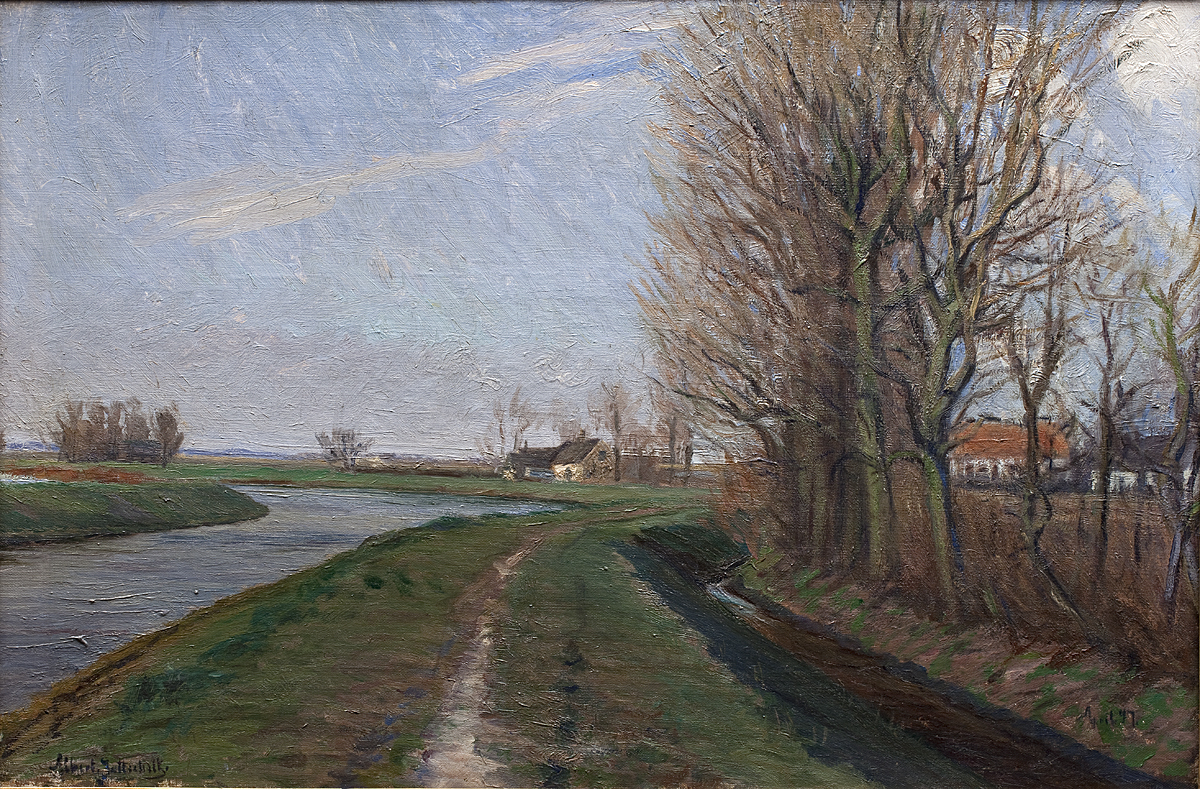
Tarde de abril

## Coleções
- Statens Museum for Kunst, Copenhagen, Dinamarca
- Den Hirsprungske Samling, Copenhagen, Dinamarca
- David Collection, Dinamarca